# Rāmjerdāmjerdī
Rāmjerdāmjerdī (persiska: رامجرد, Rāmjerd, Rāmgerdī, رامجردامجردی, رامجردی) är en ort i Iran.   Den ligger i provinsen Fars, i den centrala delen av landet, 600 km söder om huvudstaden Teheran. Rāmjerdāmjerdī ligger 1 620 meter över havet och antalet invånare är 2 033.
Terrängen runt Rāmjerdāmjerdī är varierad.Runt Rāmjerdāmjerdī är det ganska tätbefolkat, med 60 invånare per kvadratkilometer. Det finns inga andra samhällen i närheten. Omgivningarna runt Rāmjerdāmjerdī är i huvudsak ett öppet busklandskap.